# Mucoperiostio
El mucoperiostio es una estructura compuesta que consta de una membrana mucosa y un periostio subyacente. Incluye epitelio y lámina propia, pero se une directamente al periostio del hueso subyacente sin la submucosa habitual. Está formada por tejidos grasos o glandulares laxos; con vasos sanguíneos y fibras nerviosas que irrigan la mucosa.
Se puede encontrar en la línea media del paladar duro, el rafe palatino, entre otros lugares.